# Edmund Bigoński
Edmund Bigoński (ur. 29 października 1891 w Castrop, zm. 10 grudnia 1937 w Bydgoszczy) – polski dziennikarz, działacz Chrześcijańskiej Demokracji i chrześcijańskich związków zawodowych, poseł na Sejm (1919–1927), radny Bydgoszczy (1933–1937), redaktor „Dziennika Bydgoskiego”.

## Życiorys
Urodził się 29 października 1891 r. w Castrop w Zagłębiu Ruhry w rodzinie górniczej. Wychował się w duchu polskości. Ukończył gimnazjum w Castrop oraz gimnazjum klasyczne w Dortmundzie. Po maturze w 1911 r. rozpoczął pracę w redakcji „Narodowca” w Herne. W 1912 r. podjął pracę w „Wiarusie Polskim” w Bochum, redagowanym przez Jana Brejskiego. Równolegle uczestniczył w pracy społeczno-narodowej w środowiskach polskich Westfalii i północnych Niemiec. Był członkiem organizacji polskich, m.in. Towarzystwa Gimnastycznego „Sokół” oraz chórów polskich. 
Mocno zaangażowany politycznie, był oskarżany i uniewinniany w kilku procesach politycznych, które wyrobiły mu w oczach władz niemieckich opinię człowieka „politycznie niebezpiecznego”. W latach I wojny światowej został wcielony do armii niemieckiej i walczył na froncie.
W czerwcu 1918 r. został przydzielony w charakterze tłumacza do ambasady niemieckiej w Moskwie, po czym awansował na kierownika wydziału reemigracyjnego. Na tym stanowisku współpracował nielegalnie z Polskim Biurem Emigracyjnym przy wysyłaniu Polaków z Rosji do kraju. W związku z tą działalnością został aresztowany i osadzony w więzieniu na Butyrkach. Po interwencji rządu niemieckiego wyjechał do Berlina, gdzie na własną prośbę opuścił służbę niemiecką. Powrócił do dziennikarstwa i działalności społeczno-politycznej w środowiskach polskich. W Westfalii przygotowywał drużyny sokole do walki w obronie odradzającego się państwa polskiego. Po wybuchu powstania wielkopolskiego z pierwszą taką drużyną wyruszył z Herne do Poznania, a następnie powrócił do Westfalii, gdzie zajął się wysyłaniem innych drużyn do dywizji litewsko-białoruskiej i oddziałów spieszących na odsiecz Lwowa.
20 lutego 1919 r. Komisariat Narodowej Rady Ludowej w Poznaniu powołał go na kierownika wydziału reemigracyjnego. Działał jednocześnie w Narodowym Stronnictwie Robotników. Z ramienia tej partii został wybrany w okręgu gnieźnieńskim na posła do Sejmu Ustawodawczego. W 1920 r. z częścią posłów klubu poselskiego NSR przeszedł do sejmowego klubu Chrześcijańskiej Demokracji. Z jego prac sejmowych na uwagę zasługuje opracowanie projektu sejmowej ustawy o inwalidach uchwalonej w 1921 roku. Do Sejmu I kadencji w 1922 został wybrany z listy Chrześcijańskiej Jedności Narodowej w okręgu bydgoskim. Był wiceprezesem Narodowo-Chrześcijańskiego Klubu Robotniczego.
W Sejmie Rzeczypospolitej Polskiej I kadencji był członkiem klubu Chrześcijańsko-Narodowego Stronnictwa Pracy. 
Od stycznia 1923 r. pracował w redakcji „Dziennika Bydgoskiego”, pełniąc początkowo funkcję korespondenta parlamentarnego. W 1928 r. został kierownikiem działu społecznego w bydgoskiej redakcji, a następnie kierownikiem działu wewnątrz-organizacyjnego. Redagował dodatek „Siła”. Od 1928 r. był redaktorem naczelnym miesięcznika „Świat Pracy”, wydawanego przez Zarząd Okręgu Chrześcijańskiego Zjednoczenia Zawodowego w Bydgoszczy, którego był prezesem.
Był również prezesem Rady Głównej i członkiem Zarządu Głównego Związku Inwalidów Wojennych RP. Należał do szeregu bydgoskich organizacji społeczno-kulturalnych. W bydgoskim „Sokole” nr 1 pełnił w latach 30. funkcję prezesa. Był też członkiem Bractwa Strzeleckiego w Bydgoszczy. W Chrześcijańskiej Lidze Pracy pełnił funkcję wiceprezesa zarządu. W 1933 r. został wybrany do Rady Miejskiej Bydgoszczy z listy Chrześcijańskiego Zjednoczenia Gospodarczego powołanego przez NPR i ChD. Od 1934 r. należał do Zarządu Głównego Chrześcijańskiej Demokracji. Popierał politykę Wojciecha Korfantego. Był zdecydowanym zwolennikiem światopoglądu chrześcijańsko-społecznego i jednocześnie aktywnym przeciwnikiem marksizmu.
Zmarł 10 grudnia 1937 r. w Bydgoszczy. Został pochowany na cmentarzu Starofarnym. Na jego pogrzebie zgromadziło się tysiące bydgoszczan.

### Rodzina
Edmund Bigoński od 1916 r. był żonaty z Augustą Jankowską. Mieli dwie córki: Sławomirę i Anielę.